# Hameau Béranger
Ne doit pas être confondu avec Rue Béranger (Paris).
Le hameau Béranger est une voie du 16e arrondissement de Paris, en France.

## Situation et accès
Le hameau Béranger est une voie privée fermée au public située dans le 16e arrondissement de Paris. Il débute au 16, rue Jean-de-La-Fontaine et se termine en impasse.
Le quartier est desservi par la ligne de métro 9 à la station Jasmin et par la ligne C du RER, à la gare de l'avenue du Président-Kennedy.

## Origine du nom

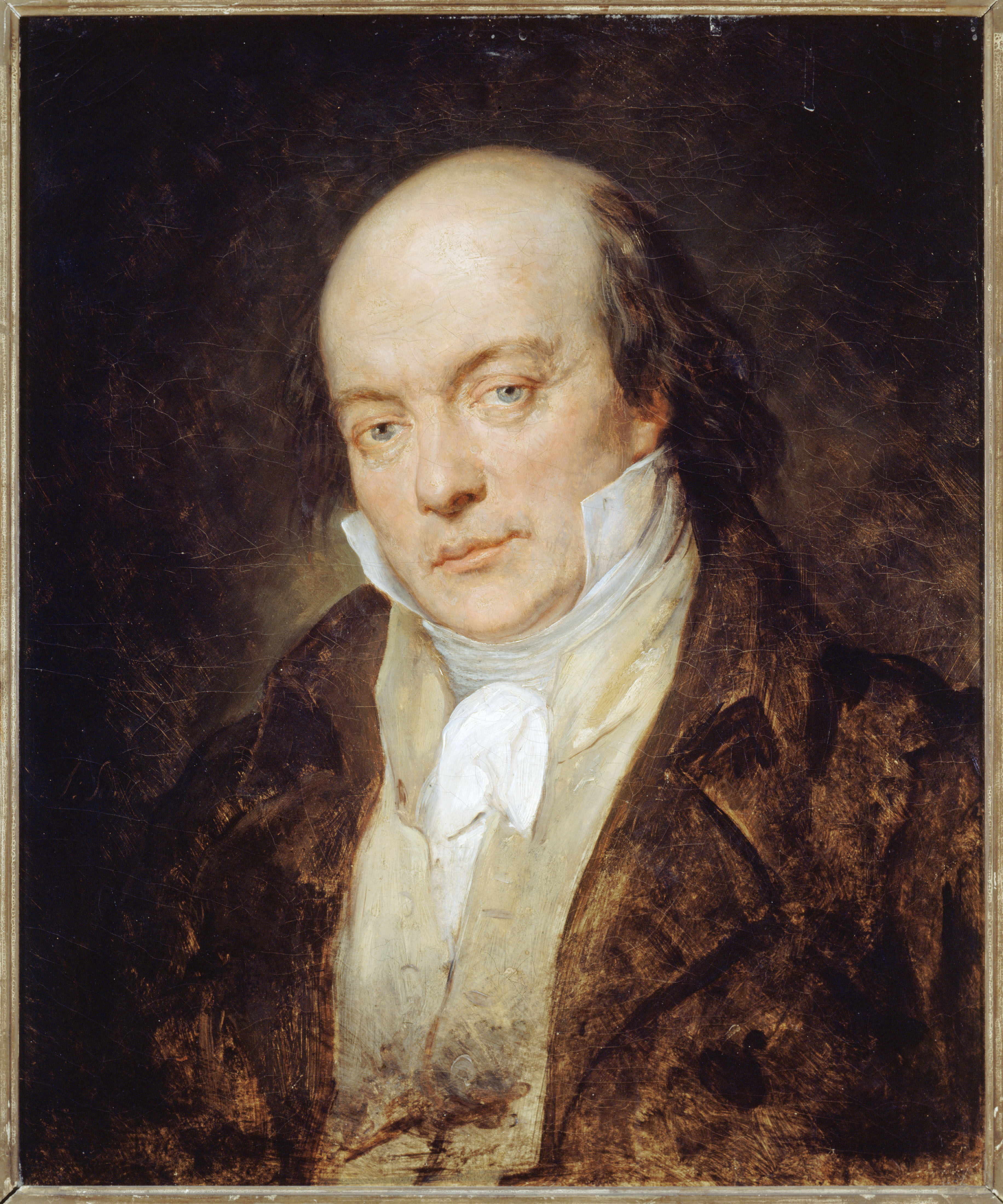
Pierre-Jean de Béranger par Ary Scheffer (vers 1830).

Il porte le nom du chansonnier français Pierre-Jean de Béranger (1780-1857) qui a demeuré dans le voisinage, 42 rue Raynouard.

## Historique
Le hameau Béranger est mentionné pour la première fois, dans la presse, en 1860. L’acteur Hugues Bouffé (1800-1888) y donne alors des cours et leçons d’art théâtral. À sa mort, en 1888, on peut lire dans Le Figaro cette description de sa maison : « Au cœur de cette petite oasis qui s’appelle le hameau Béranger, la maisonnette s’élève, élégante et simple, au milieu d’un jardin peuplé de vieux arbres. Au-dessus du balcon, dans une niche animant la façade, une statue de la Vierge avec l’Enfant Jésus ». Ce n’est donc pas le Castel Béranger, construit entre 1895 et 1898,  qui a donné son nom au hameau mais l’inverse.

## Bâtiments remarquables et lieux de mémoire

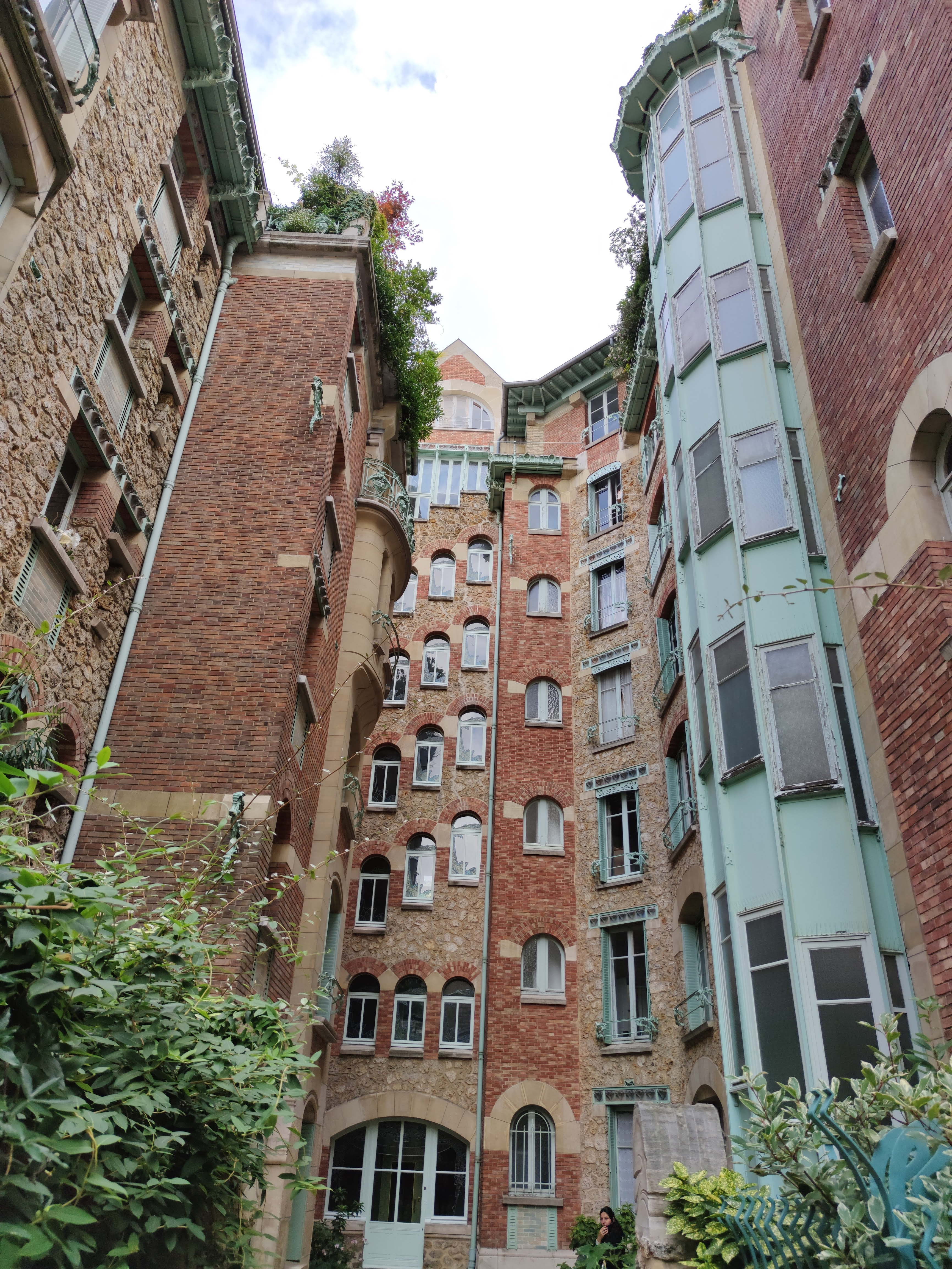
Le Castel Béranger vu de la cour intérieure.

- Castel Béranger, immeuble d’habitation de style Art nouveau conçu par l’architecte Hector Guimard.
- No 4 : en 1958, 16 appartements de 1 à 5 pièces « de grand confort » y sont proposés à la vente[5].